# Морско (Канал)
Морско (словен. Morsko) — поселення на правому березі річки Соча в общині Канал, Регіон Горишка, Словенія. Висота над рівнем моря: 147,7 м.